# Odredište Mjesec (1950.)
Odredište Mjesec (eng. Destination Moon) je američki znanstveno-fantastični film iz 1950. godine. Nastao je u produkciji Georgea Pala, koji je kasnije producirao Sraz svjetova,  Rat svjetova, i  Vremenski stroj. 
 Bio je to prvi veći američki znanstveno fantastični film koji ozbiljno obrađuje temu svemirskog putovanja. Značajan doprinos u izradi scenarija dao je pisac znanstvene fantastike Robert A. Heinlein.

## Radnja
Privatni poduzetnik organizira ekspediciju na Mjesec prije nego što Rusi tamo stignu prvi. Američki astronauti nakon slijetanja uspostavljaju bazu na Mjesecu, ali nisu sigurni da imaju dovoljno goriva za povratak na Zemlju.

## Glavne uloge
- John Archer - Jim Barnes
- Warner Anderson - Dr. Charles Cargraves
- Tom Powers - General Thayer
- Dick Wesson - Joe Sweeney
- Erin O'Brien-Moore - Emily Cargraves
- Franklyn Farnum - Radnik u tvornici
- Everett Glass - Mr. La Porte
- Knox Manning - Knox Manning

## Nagrade
- Osvojen Oscar za najbolje vizualne efekte i jedna nominacija (Oscar za najbolju scenografiju).
- Osvojen brončani medvjed na prvom Berlinskom filmskom festivalu 1951. u kategoriji kriminalističkog ili pustolovnog filma.

## Vanjske poveznice
- Odredište Mjesec u internetskoj bazi filmova IMDb-a
- Rottentomatoes.com